# Првенство Јужне Америке у фудбалу 1927.
Првенство Јужне Америке 1927.  је било једанаесто издање овог такмичења, сада познатог по имену Копа Америка. Турнир је одржан у Лими, Перу од 30. октобра до 27. новембра 1927. године. Домаћин, репрезентација Перуа, је освојила треће место. Шампион је по трећи пут постала репрезентација Аргентине. Титулу најбољег стрелца првенства су поделила пет фудбалера два Аргентинца (Карикабери и Луна) и три Уругвајца (Фигуреора, Петроне и Скароне) са по три постигнута гола.

Бразил, Чиле и Парагвај су одустали од турнира. Ово је било прво јужноамеричко првенство на којем је Перу учествовао. Турнир је такође коришћен као квалификација за Летње олимпијске игре 1928., а и Аргентина и Уругвај су накнадно позвани да уђу у то такмичење
Аргентински тим путовао из Буенос Ајреса возом до Валпараиза у Чилеу, где су се придружили уругвајским играчима како би се укрцали на брод и путовали морем до луке Каљао, код Лиме у Перуу. У Перу су стигли након осам дана путовања.

## Учесници
1.  Аргентина

2.  Боливија

3.  Перу
 
4.  Уругвај

На овом првенству Јужне Америке учествовало је четири репрезентације: домаћин Перу, затим Аргентина, Уругвај, Боливија. Бразил, Чиле и Парагвај се се повукли пре почетка турнира. Првак је био тим који је прикупио највише бодова.

## Град домаћин
| Лима                    | Лима |
| ----------------------- | ---- |
| Стадион Насионал (1897) |      |
| Капацитет: 40.000       |      |
|                         |      |

## Табела
| Репрезентација | И | Д | Н | И | ДГ | ПГ | ГР  | Бод. |
| -------------- | - | - | - | - | -- | -- | --- | ---- |
| Аргентина      | 3 | 3 | 0 | 0 | 15 | 4  | +11 | 6    |
| Уругвај        | 3 | 2 | 0 | 1 | 15 | 3  | +12 | 4    |
| Перу           | 3 | 1 | 0 | 2 | 4  | 11 | −7  | 2    |
| Боливија       | 3 | 0 | 0 | 3 | 3  | 19 | −16 | 0    |

## Утакмице
| Аргентина                                                                    | 7–1 | Боливија    |
| ---------------------------------------------------------------------------- | --- | ----------- |
| Луна 18’, 56’ · Карикабери 20’, 36’ · Реканатини 24’ (пен.) · Сеоне 29’, 79’ |     | Алборта 42’ |

| Уругвај                                      | 4–0 | Перу |
| -------------------------------------------- | --- | ---- |
| Уљоа 49’ (а.г.) · Сако 52’, 71’ · Кастро 75’ |     |      |

| Уругвај                                                                               | 9–0 | Боливија |
| ------------------------------------------------------------------------------------- | --- | -------- |
| Петроне 18’, 65’, 81’ · Фигероа 19’, 67’, 69’ · Аремон 43’ · Кастро 68’ · Скароне 86’ |     |          |

| Перу                                       | 3–2 | Боливија            |
| ------------------------------------------ | --- | ------------------- |
| Нејра 31’ · Сармиенто 41’ · Монтељанос 43’ |     | Бустаманте 13’, 14’ |

| Аргентина                                              | 3–2 | Уругвај          |
| ------------------------------------------------------ | --- | ---------------- |
| Реканатини 56’ (пен.) · Луна 70’ · Канавези 85’ (а.г.) |     | Скароне 33’, 79’ |

| Аргентина                                          | 5–1 | Перу        |
| -------------------------------------------------- | --- | ----------- |
| Фереира 1’, 30’ · Маглио 22’, 25’ · Карикабери 38’ |     | Виљанова 3’ |

## Листа стрелаца
3 гола
| - Карикабери - Луна | - Фигероа - Петроне | - Скароне |

2 гола
| - Фереира - Маглио - Реканатини | - Сеоне - Бустаманте - Кастро | - Сако |

1 гол
| - Алборта - Монтељанос | - Нејра - Сармиенто | - Виљанова - Аремон |

Ауто голови
| - Уљоа (за Уругвај) | - Канавези (за Аргентину) |  |